# 列昂尼德·捷利亚特尼科夫
列昂尼德·彼得罗维奇·捷利亚特尼科夫（羅馬化：Leonid Petrovich Telyatnikov；1951年1月25日—2004年12月2日），苏联烏克蘭裔消防队员、内卫部队少将，切尔诺贝利核电站消防队队长。

## 生平
在1986年的切尔诺贝利核事故中，捷利亚特尼科夫曾率领消防队对四号反应堆进行灭火。他们不惧电离辐射的危险，在没有穿防化服、没戴口罩、以及没有使用辐射剂量计的情况下进行救火。根据血液检测，他大约受到了4戈瑞的辐射。
1987年，捷利亚特尼科夫被授予苏联英雄的称号。他的两位下级弗拉基米尔·普拉维克和维克托·基别诺克在灾难不久后因急性辐射综合症丧生，也被追授苏联英雄的称号。
此次事件后，他继续在苏联内务部服役。苏联解体后，效命于乌克兰。2004年12月2日，因癌症在基辅逝世。